# Aplogruppo G (Y-DNA)
In genetica umana l'aplogruppo G (M201) è un aplogruppo del cromosoma Y umano. L'aplogruppo G potrebbe avere 30.000 anni ed essersi originato nel nord del Medioriente, o ai piedi dell'Himalaya in Pakistan o India, anche se più recentemente è stata stabilita un'antichità di 48.000 anni.

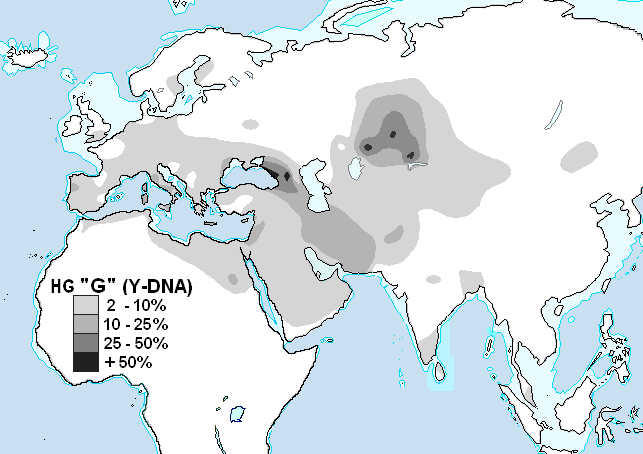
Distribuzione approssimativa dell'aplogruppo G (Y-DNA).

Le sue frequenze più alte si trovano in tutto il Caucaso e il Kazakistan, disperdendosi anche in tutto il Medio Oriente e nella regione del Mediterraneo.

## Storia ed epidemiologia
È un aplogruppo probabilmente originato nell'area settentrionale dell'India, Pakistan e Afghanistan. La maggiore frequenza di questo aplogruppo si ha oggi nel Caucaso in Ossezia del nord (60%) e nella Georgia (30%). Un'alta frequenza si ha poi in Sardegna (15%), Iran, Pakistan, India (21%), nel Tirolo austriaco (15%), nell'isola di Creta (11%), fra gli ebrei (10%), nella Germania alpina, in Boemia e Ungheria (7%). Tracce di questo aplogruppo si trovano però diffusamente dalla Cina all'Africa.
Si ritiene che l'aplogruppo sia stato portato nell'area europea con l'introduzione delle tecnologie agricole.

## Distribuzione
Le maggiori frequenze dell'aplogruppo G si riscontrano nel Caucaso tra gli Ossezi del Nord (~60%) e i Georgiani (30%).  È inoltre presente nell'8-10% dei maschi spagnoli, sardi, svizzeri, corsi, italiani, greci, e turchi.
Si ritiene che il piccolo numero di aplogruppi G nell'Europa nord-occidentale sia da imputarsi alla immigrazione neolitica e a flussi più recenti. In generale si assiste ad una distribuzione a macchia di leopardo di questo aplogruppo, per cui è ammissibile che la sua storia sia molto antica e che abbia risentito di effetti locali del fondatore. Un piccolo numero di individui appartenenti all'aplogruppo G sarebbero migrati infatti verso il Sud-Est asiatico e il sud della Cina.

## Principali sub-cladi dell'aplogruppo G
L'aplogruppo G ha due sub-aplogruppi principali: G2 (P287) è più comune di G1 (M342) in Europa, Nord Africa e Vicino Oriente. Entrambi i cladi raggiungono la parità solo in alcune parti dell'Iran con il 5% di tutti i maschi. Molti Europei G1 sono Ebrei Ashkenazi. Tra gli Ebrei Ashkenazi circa 10% dei maschi appartengono all'Aplogruppo G, e di questi l'8% sono G1 e il 2% G2. G3 e G5 sono stati trovati solo in due individui provenienti rispettivamente dalla Turchia e dal Pakistan. I sottotipi di G e le mutazioni che le caratterizzano:
G (M201/PF2957, L154, Page94, U2, CTS34/M3442/PF2780 e altri 295 mutazioni)
- G*: In Israele, Iran e Anatolia.[1]
- G1 (M285, M342)
  - G1a (CTS11562): tipico dell'Asia centrale, in magiari del Kazakistan 87%.[6] È stato trovato anche nella penisola arabica, in Europa, in Mongolia, nei baschiri e negli armeni.[2]
  - G1b (L830): In Kuwait, Qatar ed ebrei ashkenaziti.[7]
- G2 (P287)
  - G2a (P15)
    - G2a1 (Z6552, FGC7535): Caratteristico della regione delle montagne del Caucaso, meno frequente in Europa e nel Vicino Oriente.[2]
    - G2a2 (CTS4367/L1259): Diffuso in Europa e nel Vicino Oriente.[2]

  - G2b (M3115) 
    - G2b1 (M377) in Medio Oriente, Israele, Afghanistan, Pakistan e sparsi in Europa.